# Turbina Curtis

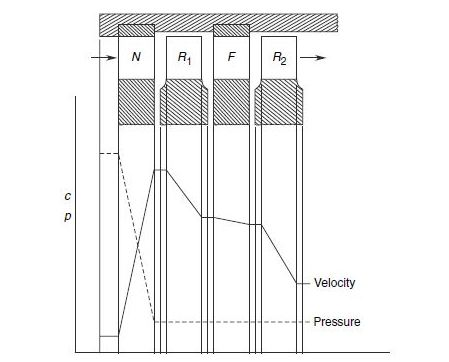
Schema di una turbina Curtis a due stadi con andamento della pressione e della velocità lungo l'asse

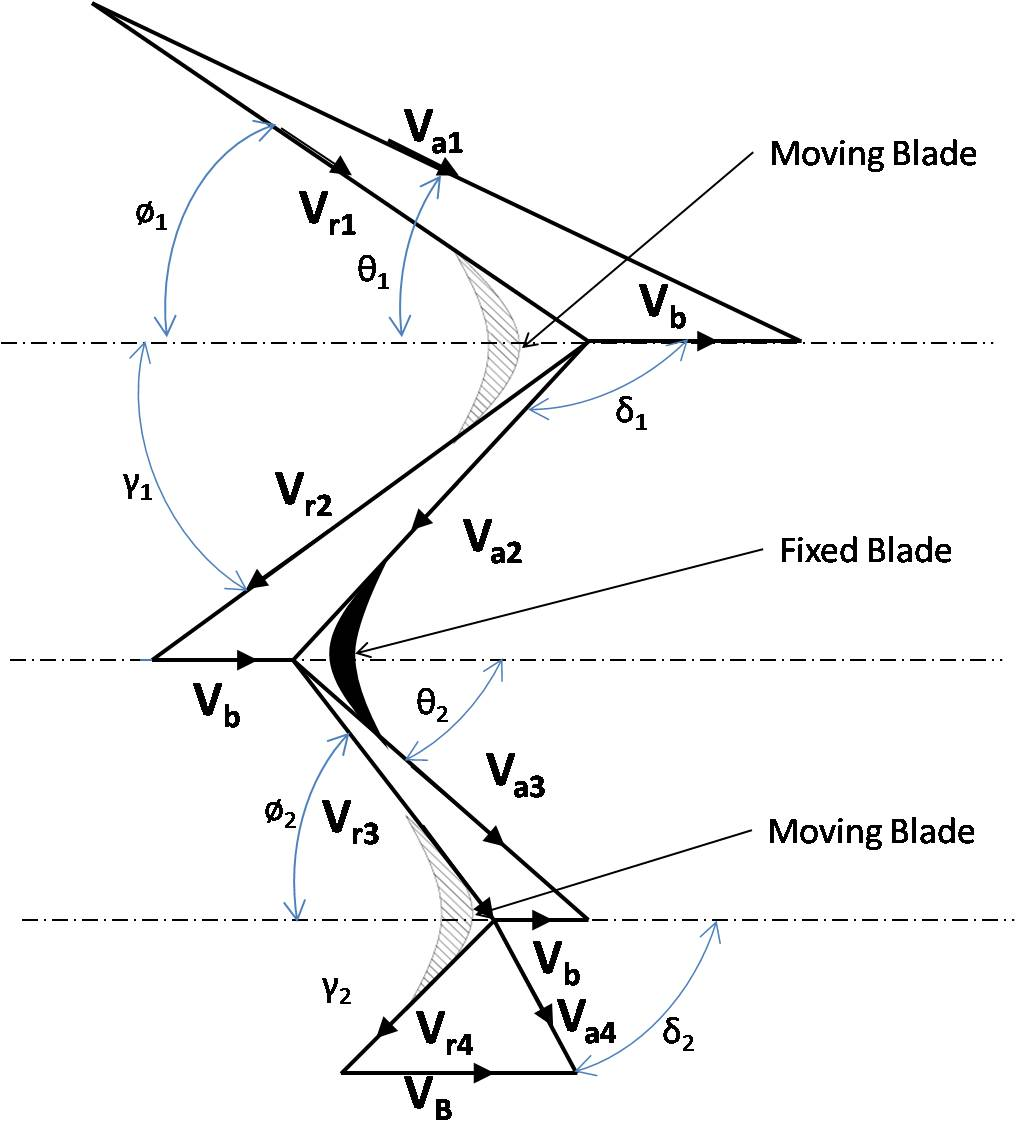
Schema di una porzione di palettatura di una turbina Curtis, con indicazione dei triangoli di velocità.

La turbina Curtis (anche detta a salti di velocità) è l'evoluzione di uno stadio di turbina ad azione, in cui il fluido viene accelerato completamente nel primo stadio (statorico, cioè fermo) e passa attraverso la prima palettatura rotorica. All'uscita da questa palettatura si trova un deviatore che indirizza il fluido verso un'ulteriore palettatura rotorica senza espanderlo.
Deve il suo nome all'ingegnere americano Charles Gordon Curtis, che la brevettò nel 1896.
Solitamente sono composte di due o tre stadi e viene detta a salti di velocità, perché il fluido rallenta attraversando gli stadi (perché cede energia al rotore) con una proporzione tra le velocità che è 5:3:1.
Il vantaggio della turbina Curtis è la compattezza e la possibilità di regolazione, infatti negli impianti a vapore viene utilizzata come corona di regolazione perché permette l'ingresso parziale del fluido senza una perdita di rendimento.
Inoltre utilizzandola come primo stadio d'espansione, essendo caratterizzata da un forte gradiente di pressione nello statore, permette negli stadi successivi (solitamente a reazione) l'utilizzo di diametri più contenuti prossimi al punto di ottimo rendimento del diagramma di Cordier.
Ulteriori vantaggi sono la robustezza e l'economicità rispetto ad uno stadio a "salti di pressione"; lo svantaggio rispetto a quest'ultimo riguarda il rendimento in sede reale, poiché in tale sede influiscono le perdite fluidodinamiche, date dalla viscosità del fluido e dall'attrito del fluido stesso con le pareti della macchina, che crescono proporzionalmente al cubo della velocità.
La caratteristica fondamentale della turbina Curtis riguarda il valore del salto entalpico che può smaltire, sempre rispetto ad uno stadio a salti di pressione, a parità di velocità periferica della macchina, cioè a parità di sollecitazione sulle palettature rotoriche.
Il salto entalpico, nelle turbine ad azione, viene smaltito completamente nello statore ed è approssimabile con {\displaystyle (c_{1}^{2})/2}, cioè con l'energia cinetica del fluido all'ingresso del rotore; questo significa che la velocità assoluta del vapore in ingresso al primo rotore della macchina è molto elevata e che l'espansione che questo subisce nello statore è fortissima.